# قفص الغضب
بطولة قفص الغضب (بالإنجليزية: Cage Rage Championships)‏ المعروف أيضًا باسم قفص الغضب، كانت منظمة ترويجية للفنون القتالية المختلطة مقره المملكة المتحدة.